# ジョヴァンニ・ガステル
ジョヴァンニ・ガステル （Giovanni Gastel, 1955年12月27日 - 2021年3月13日）はイタリアの写真家   。映画監督ルキノ・ヴィスコンティの甥である。 ミラノ出身。

## 経歴
1955年12月27日生まれ。父はジュゼッペ・ガスペル（Giuseppe Gastel）。母はイダ・ヴィスコンティ・ディ・モドローネ（Ida Visconti di Modrone）である。母イダは映画監督ルキノ・ヴィスコンティと
兄弟姉妹関係である（どちらが年長かは不明）。幼い時から演劇をしたり、詩集を出版したりしてたが、やがて写真術に専心し始め、自宅の地下室にて独学で技術を習得した。
1975年から76年にかけて、ロンドンのオークションハウス・クリスティーズのために初めて仕事をした。1981年にカーラ・グリエリと出会い、彼女は彼のエージェントとなり、彼をファッションの世界に導いた。最初にファッション雑誌「アナベラ」とコラボレーションし、1982年には「ヴォーグ・イタリア」の写真を撮り始めた。その後、エディモーダ社のディレクターであるフラビオ・ルッキーニやジゼラ・ボリオリとの出会いにより、「モンド・ウオモ」、「ドンナ」といったファッション誌の写真を撮るようになった。
80年代から90年代にかけて、ガステルのファッション業界でのキャリアは、"メイド・イン・イタリー "の急激な成長に伴って拡大していった。ガステルは、ヴェルサーチ、ミッソーニ、トッズ、トラサルディ、クリツィア、フェラガモなどの広告キャンペーンの撮影を担当した。また、フランスではディオール、ニナ・リッチ、ゲランなどのブランドを担当し、イギリス、スペインでも活動していた。
これらの長年にわたる熱心なプロのコミットメントの間、詩的な皮肉を特徴とする個人的なスタイルを開発し始めた。 美術史に対する情熱は、写真にバランスのとれた構図の趣味を導入することにつながった。 彼の言及は、 ポップアートとアーヴィング・ペンの写真作品である。 
ガステルは、ファッションの仕事と並行して、個人的な研究にも力を入れており、1997年には美術評論家ゲルマノ・チェラントのキュレーションにより、ミラノ・トリエンナーレで個展を開催した。それ以来、ガステルの写真は、オリヴィエロ・トスカーニ、ジャンパオロ・バルビエーリ、フェルディナンド・シナナ、ヘルムート・ニュートン、リチャード・アヴェドン、アニー・リーボヴィッツ、マリオ・テスティーノ、ユルゲン・テラーなどのスター写真家の写真とともに、主要な国際的雑誌に掲載されるようになった。
1990年よりイタリア写真家協会に所属し、1996年5月に初代会長に就任。2012年には再選されたが、会長復帰と同時に協会の役割が大きく変わり、旧組織を解消して2013年10月16日にAFIPインターナショナル（Associazione Fotografi Professionisti）を設立した。2017年にはミラノ・トリエンナーレの機関パートナーである現代写真美術館の理事に就任した。

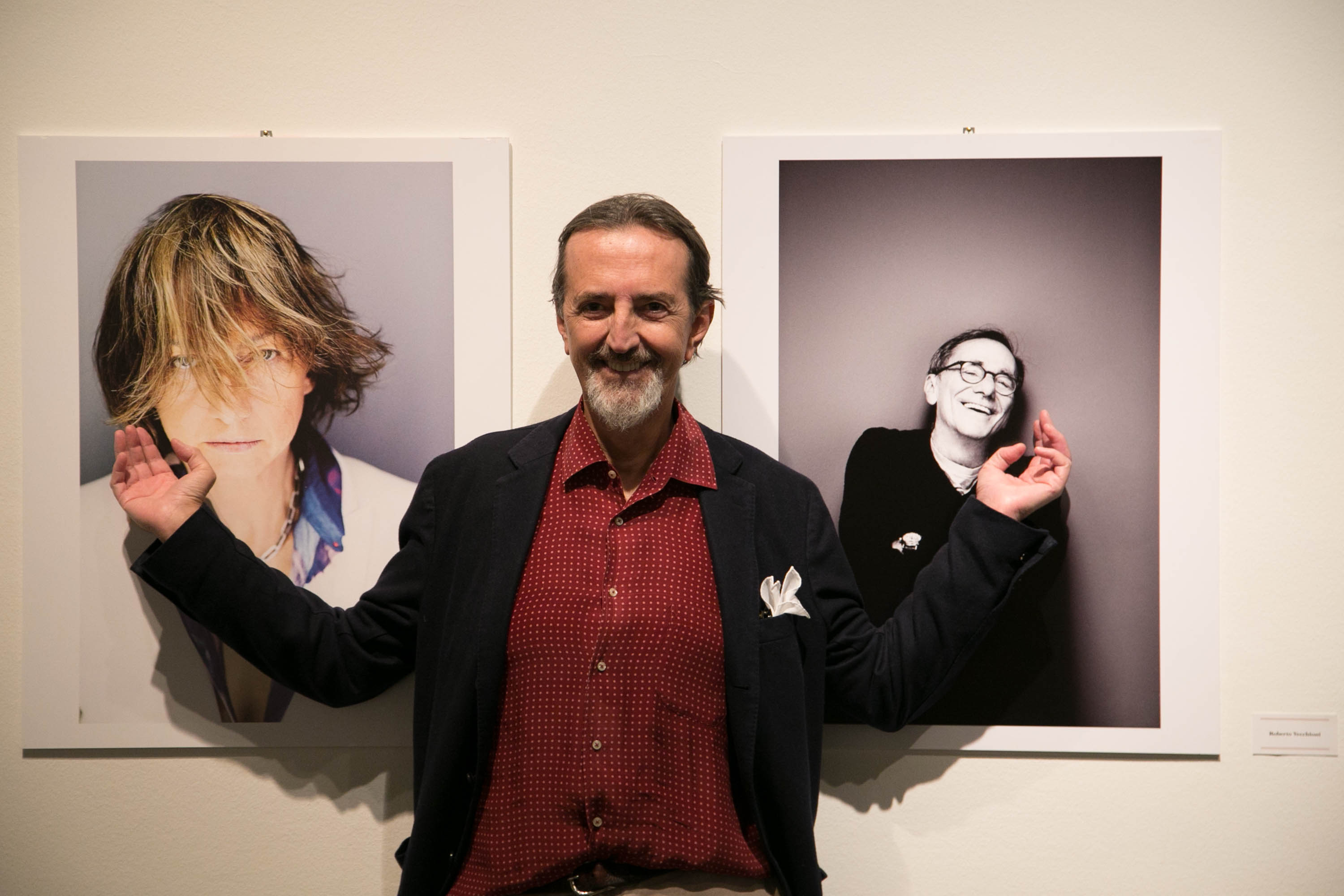
2017年にパルマで開催された「イタリア音楽の100の顔」展のジョヴァンニ・ガステル

一方で、ヨーロッパ腫瘍学研究財団の支援活動にも参加しており、理事会にも加わっている。
ガステルの芸術的活動は写真にとどまらず、小説や詩集も発表、出版している。
近年、ガステルはポートレイトに専念しており、2020年にローマのイタリア国立21世紀美術館で開催された展覧会では、ガステル自身が40年のキャリアの中で出会った、文化、デザイン、アート、ファッション、音楽、エンターテイメント、政治などの世界の人々のポートレート200点が展示され、キャリアは最高潮に達した。著名なポートレートには、バラク・オバマ、エットレ・ソットサス、ロベルト・ボッレ、イタリア急進党党首・マルコ・パンネッラなどがあった。
だが、イタリアで感染が収まらない新型コロナウイルス感染症（COVID-19）により、2021年3月13日、ミラノにて死去した。65歳没。